# سالو ويتماير بارون
سالو ويتماير بارون (26 مايو 1895 - 25 نوفمبر 1989) مؤرخًا أمريكيًا من أصل نمساوي، وُصف بأنه "أعظم مؤرخ يهودي في القرن العشرين". قام بارون بالتدريس في جامعة كولومبيا من عام 1930 حتى تقاعده في عام 1963.

## الأعمال الأدبية
- الجالية اليهودية (3 مجلدات، 1942)
- يهود الولايات المتحدة، 1790-1840: تاريخ وثائقي (حرره مع جوزيف إل. بلاو ، 3 مجلدات، 1963)
- التاريخ الاجتماعي والديني لليهود (18 مجلدًا، الطبعة الثانية 1952-1983)